# Bataille de Hanko (1941)
Cet article concerne la bataille de 1941. Pour la bataille de 1714, voir bataille d'Hangö Oud.
Guerre de Continuation de la Seconde Guerre mondiale
Batailles
1941
- Carélie du Ladoga
- Isthme de Carélie
- Carélie orientale
- Silberfuchs
  - Renntier
  - Platinfuchs
  - Polarfuchs
- Kirkenes et Petsamo
- Hanko
- Bengtskär
- Porlampi

1942
- Suursaari
- Someri

1944
- Vyborg-Petrozavodsk
  - Tienhaara
  - Tali-Ihantala
  - Île de Nerva
  - Baie de Vyborg
  - Vuosalmi
  - Nietjärvi
  - Ilomantsi
  - Hokki

Campagnes de la mer Baltique

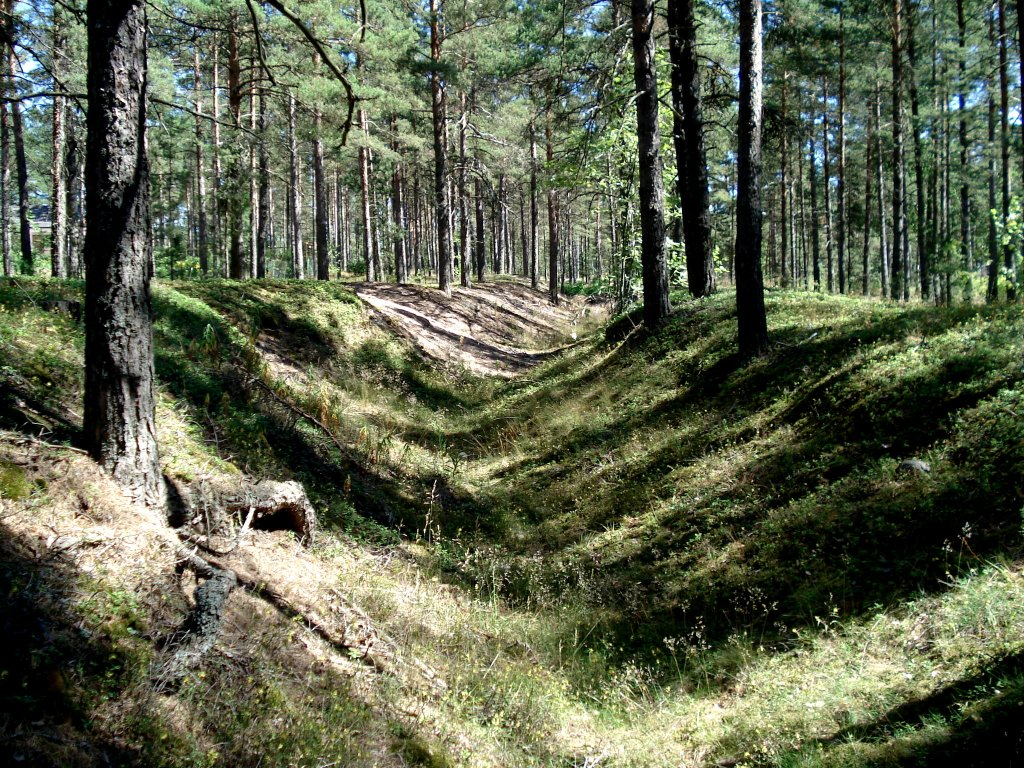
Vestiges de tranchées dans la forêt de la péninsule de Hanko, juste à l'est de la ville de Hanko.

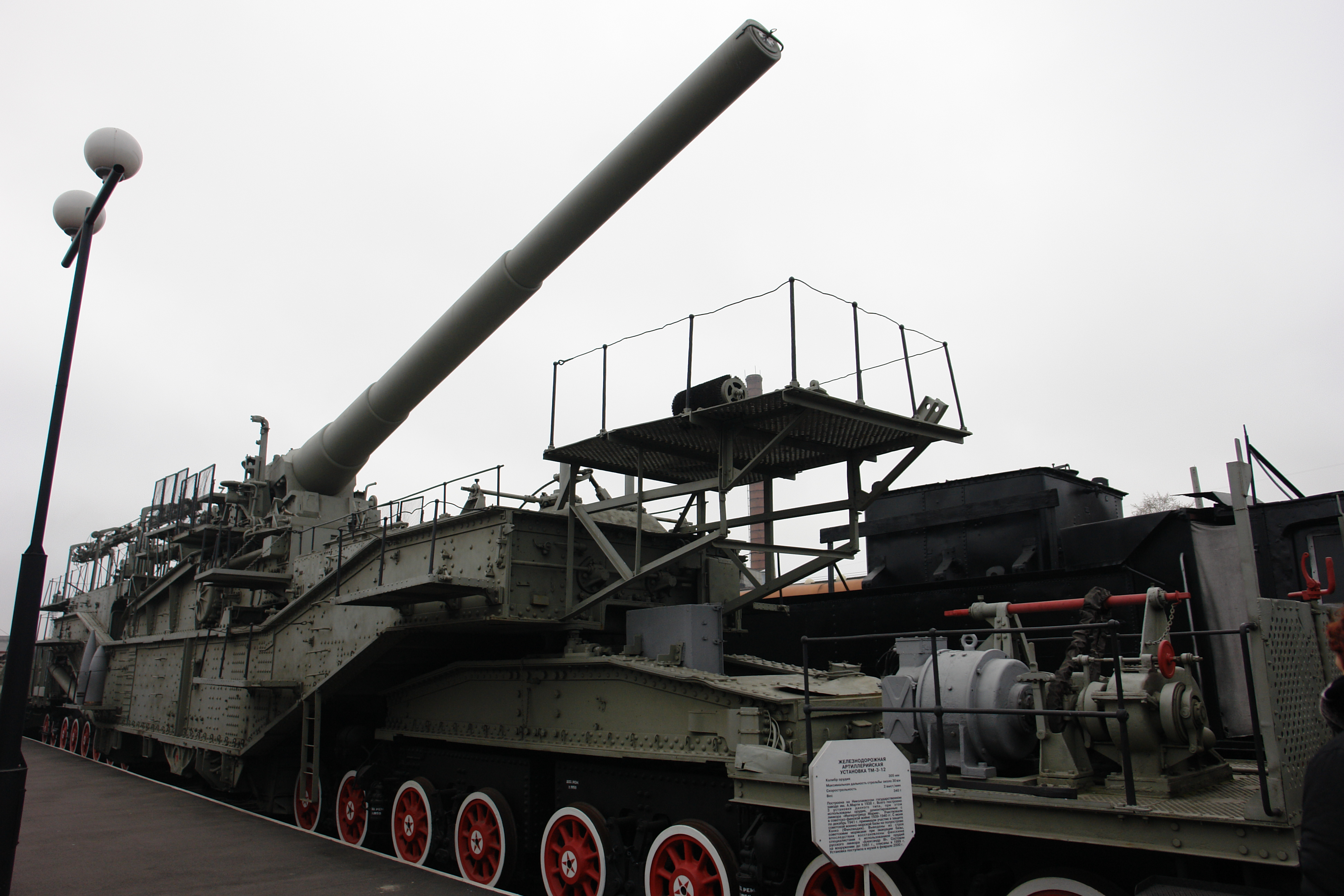
Canon d'artillerie ferroviaire TM-3-12. En juin-décembre 1941, elle participa à la défense de la base navale soviétique de la péninsule de Hanko.

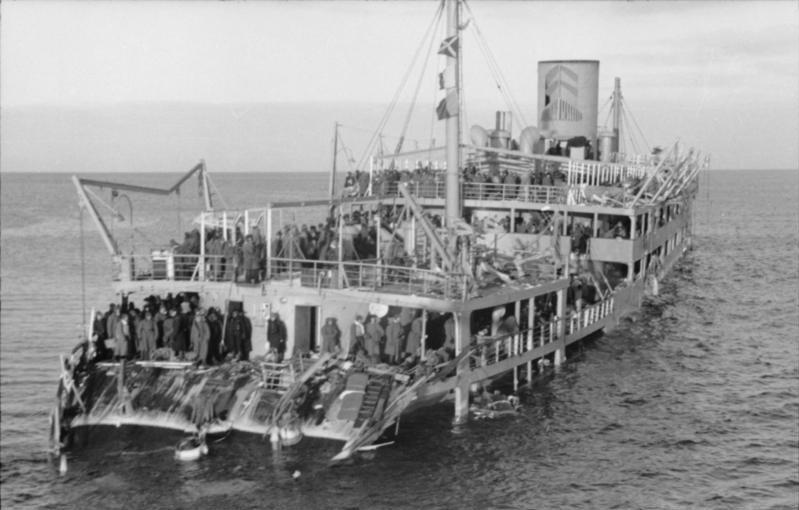
Le navire à passagers soviétique Iosif Stalin, utilisé pour l'évacuation des troupes de Hanko en novembre 1941, fut endommagé par une mine le 3 décembre 1941 et capturé par les Allemands.

La bataille de Hanko (également connue sous le nom de front de Hanko ou siège de Hanko) est une longue série de petites batailles menées sur la péninsule de Hanko pendant la guerre de Continuation entre la Finlande et l'Union soviétique dans la seconde moitié de 1941. Alors que les deux camps sont désireux d'éviter une bataille terrestre majeure et coûteuse, les combats prirent la forme d'une guerre de tranchées, avec des échanges d'artillerie, des tirs isolés, des affrontements de patrouilles et de petites opérations amphibies menées dans l'archipel environnant. Un bataillon suédois de volontaires a servi avec les forces finlandaises pendant le siège. Les dernières troupes soviétiques quittent la péninsule en décembre 1941.

## Contexte
Dans le cadre du traité de paix de Moscou de 1940 qui a officiellement mis fin à la guerre d'Hiver soviéto-finlandaise, Hanko est louée à l'Union soviétique comme base navale soviétique. La population civile a été contrainte d'évacuer avant l'arrivée des forces soviétiques. La zone louée comprend plusieurs îles environnantes, plusieurs sites d'artillerie côtière (parmi lesquels l'important fort de Russarö), d'importantes installations portuaires et une zone propice à un aérodrome, que les Soviétiques ont rapidement construit. Les droits de transport de troupes de l'Union soviétique à Hanko et retour ont mis à rude épreuve les relations finno-soviétiques et joué un rôle important : à la fois dans la décision de la Finlande d'autoriser les troupes allemandes à transiter par le nord de la Finlande et, plus tard, d'entrer en guerre avec l'Union soviétique. Bien qu'initialement louée comme base navale, les forces terrestres à Hanko sont beaucoup plus nombreuses, avec seulement un petit détachement naval présent à la base.

## Opérations
Au début de la guerre, les troupes terrestres finlandaises isolent rapidement Hanko et sa garnison soviétique de 25 300 hommes. Bien que selon Mannerheim, la libération de Hanko sera l'un des principaux objectifs de la guerre, les troupes finlandaises présentes dans la région ne reçoivent pas l'autorisation d'attaquer la base. Les Finlandais ont l'ordre de prendre position sur la ligne Harparskog à la frontière de la zone louée pendant la Grande Trêve. Le front demeure essentiellement statique, avec une action composée principalement de frappes d'artillerie et de quelques activités limitées de sondage ou de patrouille des deux côtés. Des actions navales et amphibies à petite échelle ont lieu dans l'archipel environnant. Les forces finlandaises entourant la base se composent initialement de la 17e division, de la 4e brigade côtière et d'unités de soutien. À la fin de l'été, la 17e division, qui constitue l'essentiel des forces assiégeantes, est transférée en Carélie orientale.
Les efforts finlandais pour bloquer la base depuis la mer ont moins de succès, à la fois en raison de la forte résistance soviétique et de pannes d'équipement (comme les torpilles utilisées par les sous-marins finlandais, qui ne parviennent souvent pas à exploser à l'impact). Les champs de mines posés sur les voies maritimes menant à Hanko et aux eaux environnantes s'avéreront plus efficaces, détruisant plusieurs navires de ravitaillement soviétiques. Ces problèmes, ajoutés à l'avancée rapide des Allemands sur la rive sud du golfe de Finlande, font perdre à la base son importance et en font un fardeau intenable pour la flotte soviétique de la Baltique. À l'automne 1941, l'ordre est donné d'évacuer Hanko. Le personnel de la base, les troupes et la plupart de leurs équipements et fournitures légers sont retirés en décembre 1941. Les équipements plus lourds qui ne peuvent être facilement déplacés sont sabotés ou détruits sur place. Les forces navales soviétiques effectuant l'évacuation subissent de lourdes pertes à cause des champs de mines.
La base soviétique de Hanko, le fort côtier d'Osmussaar et les champs de mines posés pour protéger la flotte de la Baltique ont entravé les activités navales finlandaises et allemandes et ont rendu problématique l'accès des cargos aux ports finlandais d'Helsinki et de Kotka. La Finlande ne disposant pas des ressources nécessaires pour transporter suffisamment de marchandises par voie terrestre, cela provoque de graves problèmes logistiques, le matériel étant bloqué dans les ports maritimes de la côte ouest. Les dragueurs de mines finlandais et allemands ont ouvert une voie maritime à travers les champs de mines en dehors de la portée des canons de Russarö pour permettre aux cargos d'atteindre même les ports de l'Est, mais ce n'est qu'après l'évacuation soviétique qu'ils parviendront à dégager la voie maritime côtière plus sûre, permettant un passage plus en sécurité.

### Opérations amphibies
Les forces côtières finlandaises et soviétiques ont mené de nombreuses opérations amphibies à petite échelle dans l'archipel entourant la péninsule de Hanko. Le premier de ces affrontements a lieu début juillet 1941 ; les opérations actives s'achèvent en octobre suivant. Les combats sur ces petites îles sont souvent féroces et s'en retirer sous le feu est extrêmement dangereux. En général, les opérations ont peu d'effet sur l'ensemble de la bataille, les gains territoriaux restant négligeables.

### Bataille de Bengtskär
Après avoir capturé la petite île de Morgonlandet en juillet 1941, les forces soviétiques lancent un assaut amphibie à petite échelle contre l'île finlandaise de Bengtskär, qui possède un phare et constitue donc un poste d'observation important. Le débarquement initial, effectué au milieu de la nuit dans des conditions brumeuses, est un succès, car les sentinelles finlandaises ont confondu les navires avec des dragueurs de mines allemands ; cependant, la petite garnison se rétablit rapidement. En opposant une résistance farouche, les Finlandais réussissent à conserver le contrôle du phare tout en faisant appel à l'aide des forces navales et de l'artillerie côtière à proximité. Les combats se poursuivent toute la nuit. Dans la matinée, les renforts finlandais réussissent à forcer les navires soviétiques restants à se rendre et à repousser leur soutien naval.

### Évacuation
L'évacuation de Hanko s'effectue en plusieurs convois, entre le 16 octobre et le 2 décembre 1941, réussissant à transporter environ 23 000 soldats vers Léningrad. La flotte subit des pertes à cause des champs de mines finlandais et de l'artillerie côtière, perdant 3 destroyers et 2 grands transports (Andreï Zhdanov et Iosif Staline) ainsi que plusieurs navires plus petits. Les troupes finlandaises pénétrant dans la zone la trouveront fortement minée.